# Sabine Klaschka
Sabine Klaschka (ur. 8 sierpnia 1980 w Monachium) – niemiecka tenisistka.

## Kariera tenisowa
W 1997 wystąpiła po raz pierwszy na międzynarodowej arenie tenisowej, biorąc udział w kwalifikacjach do niewielkiego turnieju (10000 USD) cyklu ITF w belgijskim Rebecq. Zwyciężyła tam w czterech spotkaniach by w decydującym, piątym meczu przegrać ze Szwedką Marią Wolfbrandt. Tydzień później wystartowała w podobnej imprezie w Koksijde, gdzie tym razem przeszła rundę kwalifikacyjną ale w pierwszej rundzie turnieju głównego musiała uznać wyższość Hiszpanki Marty Cano, przegrywając wysoko 2:6, 0:6. Swój pierwszy turniej singlowy wygrała w 1999 w Hechingen, pokonując w finale Eszter Molnar z Węgier. W sumie w rozgrywkach rangi ITF wygrała dwa turnieje singlowe i jeden deblowy.
W 2000 wzięła udział w kwalifikacjach do dwóch turniejów wielkoszlemowych, w Wimbledonie i US Open, ale w obu przypadkach odpadła w pierwszej rundzie. W tym samym roku spróbowała swoich sił w kwalifikacjach do turnieju WTA w Sopocie, ale w drugiej rundzie wyeliminowała ja Czeszka Dája Bedáňová. W następnym roku również brała udział w kwalifikacjach do turniejów WTA ale za każdym razem odpadała w pierwszej rundzie. W 2002, w Brukseli, po raz pierwszy przebiła się przez kwalifikacje ale w turnieju głównym przegrała z Evą Dyrberg w pierwszej rundzie. Największy sukces odniosła w 2005 w Wimbledonie. Wygrała tam kwalifikacje, pokonując kolejno takie zawodniczki jak: Elise Tamaëla, Edina Gallovits i Séverine Brémond. W pierwszej rundzie turnieju głównego pokonała ówczesną nr 1 brytyjskiego tenisa Elenę Baltachę by w drugiej przegrać z Jeleną Diemientjewą, rozstawioną z nr 6.
W 2009 roku zakończyła zawodową karierę tenisową.
Jej młodsza siostra Carmen również jest tenisistką.

## Wygrane turnieje rangi ITF
| turnieje z pulą nagród 100 000 $ |
| turnieje z pulą nagród 75 000 $  |
| turnieje z pulą nagród 50 000 $  |
| turnieje z pulą nagród 25 000 $  |
| turnieje z pulą nagród 15 000 $  |
| turnieje z pulą nagród 10 000 $  |

### Gra pojedyncza
|    | Data       | Turniej     | Naw.     | Przeciwniczka | Wynik            |
| 1. | 29/08/1999 | Hechingen   | Ceglana  | Eszter Molnar | 7:6, 6:2         |
| 2. | 22/01/2006 | Oberhaching | Dywanowa | Julie Coin    | 7:6(0), 4:6, 6:3 |

### Gra podwójna
|    | Data       | Turniej   | Naw.    | Partnerka       | Przeciwniczki                   | Wynik    |
| 1. | 29/08/2004 | Bielefeld | Ceglana | Carmen Klaschka | Christiane Hoppmann Madita Suer | 6:3, 6:3 |